# Mad Caddies
Mad Caddies is een Amerikaanse ska-punkband uit Solvang, Californië. Naast ska en punk verwerkt de band ook muzikale stromingen als reggae, dixieland, polka en hillbilly in haar muziek. De band staat onder contract bij Fat Wreck Chords. Via dit label heeft de band vijf studioalbums, twee ep's, en een livealbum laten uitgeven.

## Geschiedenis
De band werd opgericht in 1995 onder de naam The Ivy League door Chuck Robertson, Sascha Lazor, Todd Rosenberg, en Carter Benson die toentertijd samen op de Santa Ynez Valley Union High School zaten. In 1996, toen de band een contract tekende bij het label Honest Don's Records, werd de veranderd naar Mad Caddies om verwarring met de punkband Operation Ivy en gerechtelijke problemen met twee andere bands met dezelfde naam te voorkomen. Het debuutalbum Quality Soft Core werd het jaar daarop door Honest Don's Records uitgegeven. Na de uitgave van dit album tekende de band een contract bij Fat Wreck Chords, het moederlabel van Honest Don's Records.
De formatie is door de loop der jaren echter veel veranderd. Carter Benson, mede-oprichter en gitarist, verliet de band in 2002. Robertson, Lazor en Rosenberg spelen alle drie in de huidige line-up van Mad Caddies, samen met Keith Douglas en Ed Hernandez, die in de band spelen sinds de late jaren 90. Keyboardist Dustin Lanker kwam bij de band in 2007 en werd gevolgd door bassist Graham Palmer in 2009. Voormalige leden van de band zijn onder andere Mark Iversen, Brian Flenniken, Boz 'Boz' Rivera en Derrick Plourde.

## Huidige leden
- Chuck Robertson - zang
- Graham Palmer - basgitaar
- Todd Rosenberg - drums
- Sascha Lazor - gitaar, banjo
- Keith Douglas - trompet
- Ed Hernandez - trombone
- Dustin Lanker - keyboard

## Discografie
Studioalbums
- Quality Soft Core (1997)
- Duck and Cover (1998)
- Rock the Plank (2001)
- Just One More (2003)
- Keep It Going (2007)
- Dirty Rice (2014)
- Punk Rocksteady (2018)

Singles en ep's
- The Holiday Has Been Cancelled (2000)
- 2007 Tour (2007)
- I'm Going Surfing for Xmas (2019)
- Let It Go (2021)

Livealbums
- Songs in the Key of Eh (2004)
- Live @ Munich Backstage Germany 2007

Verzamelalbums
- Consentual Selections (2010)

Videoclips
- "Road Rash" (1998)
- "Leavin'" (2003)
- "State of Mind" (2007)